# 高凤楼
高凤楼（1949年—），黑龙江集贤人，汉族，中华人民共和国政治人物、第十一届全国人民代表大会解放军代表。
毕业于中央党校，是中共党员。担任沈阳军区副参谋长。2008年起担任全国人大代表。